# نادي القطامية
نادي القطامية ، هو أحد مشروعات شركة بتروسبورت  التابعة لقطاع البترول وهو مقام على مساحة 50 فدان تقريباً على أعلى ربوة بالتجمع الخامس ب القاهرة الجديدة.
يوجد بالنادي حمام سباحة للأطفال وحمام سباحة للكبار وحمام سباحة أوليمبي ومبنى اجتماعي (يحتوي على جيم للسيدات ومكتبة وصالة بلياردو) ونادي صحي (جيم وسبا) ومبنى تغيير ملابس وملاعب مكشوفة (2 ملعب كرة 11 لاعب - 3 ملاعب كرة خماسي - تنس أرضي - سلة - يد) وصالات رياضية (إسكواش - جمباز - سلاح الشيش - تنس طاولة) ومنطقتين لألعاب الأطفال ومجمع مطاعم وقاعة مشاهدة للتلفزيون وشاشة كبيرة بمنطقة العائلات.
يوجد به أيضاً فرع للمصل واللقاح وفرع لعيادات أمستردام كلينك للعلاج الطبيعي.